# 9293 Kamogata
9293 Kamogata è un asteroide della fascia principale. Scoperto nel 1982, presenta un'orbita caratterizzata da un semiasse maggiore pari a 3,1997638 UA e da un'eccentricità di 0,1110551, inclinata di 1,73567° rispetto all'eclittica.